# 下流の宴
『下流の宴』（かりゅうのうたげ）は、林真理子が『毎日新聞』朝刊に2009年3月1日から12月31日まで連載した小説。挿絵は水上みのりによる。それを原作として同名でテレビドラマ化されている。

## あらすじ
自身は医者の娘であり「女は短大で充分」と言われた時代に4年制の国立大を出ている主婦・由美子。夫の健治は一流メーカーの統括職であり、自分たちは「中流家庭」であると自負していた。
しかし、息子が高校を中退し成人後もフリーターをしていることで、中流家庭は瓦解しかけている。軌道修正に奔走する由美子だが、当の息子が結婚相手として連れてきたのは所謂「下流の人」だった。

## 単行本
連載終了後の2010年3月、毎日新聞社出版・広告部から発売された（ISBN 978-4620107530）。

## テレビドラマ
2011年5月31日より8回連続、NHK『ドラマ10』にて放送（火曜日22時から22時50分、再放送次週月曜深夜0時15分から1時。デジタルのみステレオ2音声解説放送あり。また岩手県・宮城県・福島県を除く44都道府県ではドラマ10のアナログ放送（ステレオのみ）の最終作品となる）。収録中に東日本大震災が発生したため、脚本の一部を変更した。
キャッチコピーは「医者のムスメ、国立大卒業、高学歴の夫、そんな私が「下流」になるの?」。

### キャスト

#### 福原家とその関係者
福原由美子 - 黒木瞳
（幼少期 - 小俣絵里佳、第1・2・4・最終話）
本編の中心人物で専業主婦。健治の妻。48歳。国立大学卒。Aカップの貧乳。原作においては割と常識人としての立ち位置であるが、ドラマ内においては「娘とできちゃった結婚を画策する母」「旦那を尻に敷く妻」と、視聴者に悪印象を与えるような改変がなされている。
「10努力すれば20にも30にもなる。学歴が大事だから、とにかく努力しなさい」という祖母の教えを翔や可奈に押し付けてきた。
学歴優先の教育ママであり夫を自分の尻に敷く鬼嫁で、自分の行いは全て正しいと疑わない女。「あなた（または、あなた方）とは住む世界が違う」が口癖で、母親である満津枝の影響で彼女以上に貧乏が大嫌い。
自分の思い通りにならない翔を自分の元に引き戻す為に画策する。
自身が「下流（いわゆる、貧乏人や高卒までの学歴の者。要するに由美子にとって「格下の存在」）」と呼んでいる者達からの反抗にたちまち激怒する非常に業突く張りで見栄っ張りでヒステリックな性格で、なおかつプライドだけは天井知らずであり、「医者の娘」である事を事あるごとに強調している。思い込みが激しく、被害妄想癖も強い。
自分より「下流」の存在を「住む世界が違う」の口癖で見下し、再度謝罪に来た洋子の話もまともに取り合わないでそそくさと家に入って門前払いにした。一方、娘の可奈が嫁いだ北沢玲一に結婚の際ついた嘘を知られても、笑って誤魔化し逃れようとする卑怯な面もある。翔の交際相手である珠緒を「下流」扱いして結婚にも猛反対しており、高校時代に告白して来た直樹には「住む世界が違う」の一言で手酷く振った。
また謝罪に来た珠緒を家族ごと徹底的に見下した事と、直樹の現在と過去を比べる学歴優先の言動から、珠緒や直樹との確執を自ら深めていく。ドラマでは、そんな醜い歪んだ価値観をぶち壊す様に宣戦布告してきた珠緒の幻影に怯える様子が散見され、最終回で彼女が九州医科大学へ合格した事により、その価値観を完全に否定された。
その後、観念して結婚を認めはしたが、直後に翔が珠緒を振った現場に居合わせてしまい、「もう自分の思い通りにはならない」事と、現在の翔を作り出したのが自分自身である事を認めざるを得なくなり、最大の自業自得を自覚させられた。その後は娘の可奈が逃げるように離婚し、恥を知らずに平然と出戻ってきた事もあって自分達の「完全敗退」を認め、下流である事を自認する（ドラマ版では「福原家、これで一家全滅ね…」と愕然としていた）。そして、ラストシーンで孫を連れ立って散歩中、宮崎へ向かう途中の珠緒と橋の上で再会。お互いに皮肉を言い合いつつも、最後には彼女が自力で這い上がった事を認め見送った。
福原健治 - 渡辺いっけい
由美子の夫で大手家電メーカー部長。51歳。原作では、自身は子供たちの教育を妻に丸投げしていた癖に問題が起きれば妻だけを責めていた。由美子が教育本を読み漁り理論武装するようになるのは健治が原因である。更には一時期浮気をしていたような節があったりと問題行動の多い夫であるがドラマではその辺りの設定は省略されている。
早稲田大学理工学部卒。うだつの上がらぬ安月給のサラリーマン。妻の由美子の尻に敷かれている恐妻家。
会社での成績も芳しくなく、ドラマの開始時点では既に出世コースを外れていた。
挙句には不景気の煽りから出向の名目で系列の子会社に左遷され、収入の為に残業時間を増やして家計を支えていた。
しかしそこでも成績が伸び悩み、部下の社員達からは「あいつは切り捨てられる」と陰口を叩かれている事に気づかず、会社合併によるリストラの危機に直面していた。そして第4話で遂にそれが現実となり、上司から「新しい会社に君のポストは無い」と宣告され、平社員か転職するかの選択を迫られ転職先を探すも叶わなかった。
結局、平社員からの再スタートを余儀なくされ、営業マンとして年下の同僚にこき使われる事になる。給与も相当に下がった模様で、最終回では朝食でミルクを孫にだけ与えるという節約に追い込まれている程に生活が厳しくなっていた。
由美子ほどではないが大卒であることから格下を見下す等、悪い意味でプライドは高く、「結婚相手に相応しくない」と珠緒を格下扱いして嫌っている。だが一方で、直情的な由美子とは正反対に冷静で客観的に物事を見る力は持っており、それが由美子からの反発を招く事も多い。それゆえに最初は見下していた珠緒の事も、努力して成長している事は純粋に認めていた。
実は家族の中では翔の事を一番思っているものの、結局その思いが翔に届く事は無かった。事あるごとに鉄道バーで時間を潰しており、後半では翔を連れ立つ事も多かった。
福原翔 - 窪田正孝
（幼少期 - 櫻井海瑞希、第1・6話 / 学生時代 - 吉岡澪皇、第2・6話）
福原家の長男で可奈の弟。20歳。
無気力・無関心で冷笑的。努力という言葉を何よりも嫌い、読書もしない。面倒と感じた事に対しては簡単に投げ出し、自分から動く事を絶対にしない今時の若者の典型である。
子供の頃から勉強させられて中高一貫の名門校へ進学したが、勉強に対するやる気が続かずに高校を中退。その為に一時期は由美子からの暴力も受けていた。今も自分にストーカーのように付きまとう母の事を珠緒に「ただの年増の胸なしオバサン」と呼び、母の生き方と考え方と価値観を鬱陶しい存在として軽蔑して嫌っていると同時に、ストレスを感じている。姉・可奈の結婚式では、体面を気にした母から「医学部を目指す浪人生」として出席させられた。
引き籠り生活をしながら、漫画喫茶（ネットカフェ）でアルバイトをしている。
パソコンのオンラインゲームで知り合った珠緒と同棲中だが、全てに対する執着を失っており、一念発起して貰おうと祖母が出した大金にすら興味を示さない。そのため珠緒の弟・亮太に健康保険証を貸して、事件に巻き込まれてしまう。
将来の夢や希望、目標も一切持っておらず、唯一の関心事はゲームのみ。他人の話をまともに聞かない傾向があり、直樹を苛立たせた事もある。
その余りの無気力・無関心ぶりは珠緒の母・洋子をして「へなちょこ」と呼ばしめたが、父と祖母の自分に対する思いには多少の理解を示している。
最終回、九州医科大学に合格した珠緒と自身に遥かな距離を感じた為に別れを決意し、「努力する人の傍にいるだけで責められるようだ」と本当の理由を明かし、敢えて突き放して決別した。ここで、自分がフリーターとしてしか生きていけない事を再度自覚し、満津枝からは「どんな事をしても貸したお金は返すように」と責められるも一言返事しただけで、直樹の「男として最低だ！」という批難にも返答しなかった。その後、漫画喫茶（ネットカフェ）で店長職を打診されるが「面倒くさい」と断るなど、最後まで考えを改めることは無く、ドラマ最終回では芝生の上でのうのうと大の字で寝転がるという、ぐうたらぶりを見せた。
福原可奈 → 北沢可奈 - 加藤夏希
（幼少期 - 水本凛（写真）、1・2・6話 / 少女時代 - 石井香帆、第1・6話)
福原家の長女で翔の姉。22歳。母である由美子と同様にドラマ内においては視聴者に悪印象を与えるような改変がなされている。（ドラマではできちゃった結婚を目論んでいるが、原作では恋人が避妊しなくても「まぁいいか」と指摘も拒否もしなかっただけである。）
大学生の時、就職活動は上手くいっておらず2話で内定するが、本人曰く「最も入りたくなかった企業」だった事に怒り、3話で「制服がダサい」「遠い」「山手線の外側」「歳食った親父ばかり」と言う理由で正社員の内定を蹴って派遣社員となった。
貧乏を嫌う母や祖母の影響を最も受け継いでいる為にブランド志向が殊の外強く、リッチな男性と知り合う為だけに名門の女子大に入り、高収入な社会人と合コンしながら将来有望な男を探し、あわよくば結婚して金持ちの専業主婦になろうとしている。その性格ゆえに周囲（特に彼女を知る大学の同期）からは嫌われているが、自身にその自覚は無い。
合コンを介して偶然知り合った北沢玲一とは紆余曲折を経て心を通い合わせるが、母と共謀して金目当てのできちゃった結婚に持ち込んだ。母親以上に見栄っ張りで、弟である翔に対してだけは口が悪く「努力もしない癖に口だけは達者な奴」と結婚式の控室で吐き捨てるほど見捨てており、結婚の為の道具として由美子の嘘に便乗して利用した。
結婚後は長男を産み、一時は念願だったセレブ生活を満喫するも「思った以上にケチ」「貰う額が少ない」などと愚痴を平然と並べたてた。玲一から渡されるお小遣いは、思ったよりは多いがお嬢様学校時代の同級生たちが羨むほどの額ではなかったらしい。
挙句には翔を利用した嘘を玲一にばらした事で彼を鬱病へと導き、人生に絶望し「この結婚はお前の見栄と嘘の為のもの」と指摘した玲一に怯え、三重県にある彼の実家へ逃げるように別居。最終回で「田舎の暮らしで姑と同居は耐えられない！」と電話越しに激怒し、息子の航一を連れて逃げるように離婚。福原家に恥を知らずに出戻って福原姓に戻るという、由美子同様に自業自得を味わわされる。
北沢玲一 - 眞島秀和（第3話 - 最終話）
メサイヤ・キャピタル証券株式会社 トレーディング部門 部長。京都大学卒の30歳で三重県出身。
億単位の年収を持つが気取ったところが無く、堅実で大らかな性格。
可奈のスカーフが風に飛ばされ偶然、顔に当たった事が最初の出会い。
その後、合コン場所で再び出会い「本命」としてターゲットにされる事となるが、合コン会場を飛び出していった可奈を追いかけ彼女の必死さと無念さを知り、派遣である事を気にも留めずに可奈の気持ちを受け入れる。
彼女と心を通い合わせるが、可奈と由美子の策謀でできちゃった結婚。実は金融か医者かで迷っていた時期があり、金融に進んだ事を後悔していた。
結婚後に可奈から「弟（翔）は医大を目指す浪人生」が嘘であった事を明かされた後に鬱病にかかり、可奈と由美子の見栄と嘘に踊らされていた事、そして嘘とばれたにもかかわらず笑って誤魔化して済ませようとする由美子の卑怯な本性を見て人生に絶望。そのまま会社を辞めて療養の為に三重の実家に帰るが、不満を言いまくる可奈にも絶望し、最終的に離婚した。
北沢響子 - 泉晶子（第6話）
玲一の母親。夫の死後、薬剤師として玲一を育て上げた。原作では嫁の可奈との絡みで何度か登場するものの、ドラマでは結婚式のシーンのみの登場である。
木下満津枝 - 野際陽子
由美子とその妹・妙子の母。73歳。
貧乏が大嫌い。「貧乏人にならないよう努力しなさい」と幼少期の由美子や妙子に教えた。
医者の夫がいたが、由美子たちが子供のころに他界。おばさん専用の補正下着の訪問販売のセールスレディをしながら母子家庭で幼い娘たちを懸命に養い、現在も販売の仕事を続けている。
仮病を使って翔を自分の家に呼び寄せるが、何の執着も持たない事や自分と由美子に静かに反発する姿に失望する。しかし、可奈の結婚式の席上で、可奈や由美子が己の素姓を偽らせている事に怒りもせず言いなりになっていた翔に対し「怒って帰る位の気概さえあれば・・・」と、彼女なりに翔の事を思いやる姿も見られた。
珠緒の事は「無知で無教養」と家族ごと酷評し、医大に入って翔と結婚しようと言う事も妙子と共に「身の程知らず」と嘲笑していたが、最終回で猛勉強の末に医大へ合格した時には素直に努力を認め、合格を祝った。
直樹の事は「もやし君」と呼んで侮辱し続けており、彼が子供の頃は貧乏を理由に差別しておきながら、今の彼には「翔の事を頼む」と掌を返すという厚顔無恥も甚だしい言動をする。
本多妙子 - 山下容莉枝（第2・4・6話）
（幼少期 - 末原一乃、第1・2・最終話）
由美子の妹。姉と比べて奔放に育ったが、やはりプライドは高い。しかも珠緒の事は母から聞かされており、徹底的に嫌っている。また、翔の事も体裁が悪いという理由で嫌っており、息子・拓也の「羨ましい」という言葉に激怒する一幕もあった。
本多拓也 - 上村祐翔（第2・6話）
妙子の息子。来年受験を控えており、担任の先生曰く東京大学理科三類以外なら東大を狙える位置にいると話している。多分に母からの押しつけもあるようで、自由な立場の翔を羨ましく思っている。
妙子の夫 - 田中登志哉（第6話）
満津枝の夫（他界） - 山中敦史（写真、第2話）
医者をしていたが、由美子たちが幼少のころに他界。由美子が生まれた村で代々、医者を輩出する名士の家系であったらしく、由美子は事あるごとにそれを自慢して威張っている。
島田直樹 - 遠藤憲一
（幼少期 - 広岡和樹、第1・4・最終話）
由美子の幼馴染で「哲青塾（てっせいじゅく）」塾長。48歳。
貧乏な幼少期を過ごした反動から決死の努力を重ねた末に東京大学医学部を卒業する。しかしそれは貧乏を脱出する為であり、卒業後は医者の道には進まず哲青塾を開業。現在は受験のカリスマと呼ばれている。
また、その過程で身に付いた鋭い人物眼を持って、由美子が嘘を付いている事を即座に看破した。
かつて幼少時に満津枝から蛇蝎の如く嫌われた上に、学生時代に由美子に告白するも「住む世界が違う」と手酷く振られた過去を持っている。
かつての自分と重なる所を多く持つ珠緒を学費の高さから一度は追い出すが、珠緒から「住む世界が違う」「医者になる人は最初から決まっている」という由美子からの言葉を聞かされたことで、由美子と満津枝に侮辱された過去が蘇り、同時に眠っていた復讐心を再び募らせる。そして「宣伝になる」と言う理由で珠緒を哲青塾に入れ、今もなお自分を含めた「下流」を見下し続け、人間としての尊厳を笑顔でズタズタに傷つけて平気で馬鹿にする木下家（特に、由美子と満津枝の馬鹿親子二人）に積年の復讐をする為、自ら動き出す。そして最終回では2年の時を経て見事に珠緒を合格させ、由美子と満津枝に対する復讐を多少ではあるが果たす。
なお、直樹のモデルは「受験のカリスマ」と呼ばれている和田秀樹であり、ドラマのエンドロールにも登場している。
直樹の父（声のみ） - 江藤純（第1話）
直樹の母 ‐ 千咲としえ（第1話）

#### 宮城家とその関係者
宮城珠緒 - 美波
南琉球島（架空）出身。父親と母親は離婚。8人兄弟の長女で22歳。
高校卒業後に上京し、ボヘミアンリサイクルでアルバイト生活を送るフリーター。ただし、高校と言っても卒業した工業高校は一芸入試を採用するところであるため、学力はかなり低い。
翔の交際相手であり、彼とはネットゲームのオフ会を通じて知り合って一目惚れし、現在は自分の部屋で同棲生活をしている。
「好きな人と結婚するのだから覚悟はいらない」が持論で、その考えが由美子からの反発を買い真っ向から嫌われている。
3話で弟達が翔の名義を売った詫びを入れる為に福原家へ謝罪に行った時に由美子に「育ちが悪い」「住む世界が違う」と徹底的に見下された事に激怒して、「医者になる」と由美子に宣戦布告し、反撃する。
母の洋子が「一度言いだした事は必ずやり遂げる」と言わしめた程のしぶとさと意志の強さを持ち合わせており、翔との結婚を認めさせるために、翔を介して哲青塾で直樹の教えを請う事になる。
ちなみに幼少期は「女小錦」と言われるほどの肥満児で、その意志の強さで現在の体型を手に入れた。
最初の受験には失敗するが、受験費用を負担してくれた翔の祖母・満津枝から言われた約束を守り、2度目の挑戦で遂に九州医科大学への合格を果たす。しかし、翔との結婚の目前で距離を感じた彼に振られてしまう。だが、母・洋子の「人を本気で愛した事だけは後悔するな」という言葉に励まされる。ラストシーンでは偶然にも再会した由美子と皮肉を言い合いつつも互いを認め合い、彼女に別れを告げて力強く宮崎へと旅立った。
宮城洋子 - 余貴美子
珠緒の母で、一度離婚した後に再婚。南琉球島で居酒屋を経営している。
中学を卒業してすぐに工場で働き、そのお金でバイクを買ってレディースに入った経歴の持ち主。
豪放磊落な性格だが「くだらない事に拘ると余計に大変な思いをする」と珠緒に言って聞かした事があり、由美子とは正反対の価値観を持っている。ただ、3話において亮太や珠緒が怒り心頭に発しても、それを諫めて平身低頭にしていたが、それは「珠緒が翔の嫁になれば、由美子が姑になる。例え嫌な相手でも関係を壊す訳にはいかない」という理由からだった。最終回では結婚の準備を進めていた処で娘が振られてしまったが、彼女を励まし続けた。
宮城悠太 - 菅原大吉（第1 - 3・5・6話）
洋子の現夫、珠緒の養父で亮太の実父。
宮城亮太 - 太賀（第1 - 4・6・7・最終話）
珠緒の異父弟。アパートを追い出されて野宿をした為に風邪を引き、それを心配した翔から借りた健康保険証を使って名義売りをしてしまう。
その後、福原家に謝罪に行った際に由美子から見下されて怒るも母・洋子に止められる。そして、ただただ由美子に見下され続けた事が珠緒の怒りを爆発させる要因になる。
糸数勝 - 長江英和（第2・6話）
サトウキビ畑農家。珠緒の実父で洋子の元夫。
糸数裕亜 - 柳下大（第3・4・6話）
珠緒の異母弟。大学に通う為に上京してアルバイトをしながら暮らしている。
アパートを追い出された亮太を助けたい一心で偶然、亮太が借りていた翔の健康保険証を使って名義を売るように、亮太にアドバイスした。
居酒屋のお客さん - 比嘉モエル（第1 - 3・5・6話）

#### 由美子の同級生
- 竹内都子（第2話） - 先月、初孫誕生。これは単に娘が18歳でできちゃった結婚をしたため。
- 林英世（第2話） - 最近、駅前でパートを始めた。
- 山崎千恵子（第2話） - 去年、離婚して旧姓に戻った。
- 剣持直明、松永麻里（第2話）

#### 可奈の合コン相手（女子大関係者）
久保田 - 斉藤陽一郎（第1 - 4・6話）
ぼさぼさにセットした頭髪が特徴。ベンチャー企業に勤めており、相応の高収入を得ているが性格は下品かつ軽く、笑い方も下卑ている。3話では可奈に誘導訊問して派遣社員である事を自白させた晶子に付き添い、可奈のことを見下して嘲笑していた。
松村 - 増田修一朗（第2・3話）
深谷晶子 - 西原亜希（第3・4話）
可奈の同級生だが、実際は可奈の事を嫌っている。北沢と親密になる可奈の関係を引き裂くために彼女が派遣社員である事を誘導訊問で自白させて、逃げるように出ていった彼女を嘲笑するほどの悪辣な本性を持つ。
女子大生 - 桃瀬ツカサ、大杉亜依里（第1話）

#### 漫画喫茶ブー
- 店員 - 朝見朱伽（第1話）
- 店員 - 佐藤みゆき（第4・5話）
- お客さん（金髪・ゴスロリ）- 豊島由佳梨（第1話）
- お客さん（不潔・オタク）- 村上洋康（第1・7話）

#### ボヘミアンリサイクル
水谷龍彦 - 児嶋一哉（第1・2・4・5・7話）
店長。仕事ができるお姉系。実は医者の息子だったが勘当されている。翔と結婚を夢見る珠緒に「一本筋を通さないと好きな人とは一緒になれない」と諭すなど、かなりのしっかり者。
お客さん（ギャル）- 泉里香（第1話）

#### 直樹出演TV番組
- キャスター - 今井耕二（第1話）- モーニング・スクープ
- コメンテーター - 田嶋陽子（第1話）- モーニング・スクープ
- キャスター - ちか（第4話）
- コメンテーター - 阿部六郎（第4話）

#### その他（ゲスト）
健治の部下 - 中村圭太（第2 - 4話）
お客 - 蛭子能収（第2・4・6 - 最終話）- 健治と鉄道バーで知り合う。
主婦 - 松山尚子（第2話）- 満津枝が訪問販売したお客さん。
東新宿署刑事 - 石沢徹、藤元英樹（第3話）
売春関連の事件を捜査している。翔の健康保険証が携帯新規契約に利用された件で任意同行を求めに翔のアルバイト先まで来た。
女医 - 近内仁子（第4話）
由美子が胃の不調で診察を担当した医者。
胃薬と精神安定剤を処方する。
笠井専務 - 津村鷹志（第4 - 6話）
健治の上司だが、まともな成績を上げられない健治には辟易していた。
本社と切り離されて他社と吸収合併する事を健治に伝え、「新しい会社に君（健治）のポストは無い。嫌なら今のうちに転職先を探せ」と冷徹に宣告して切り捨てた。
コンサルタント - 笠木泉（第5話）
ステップアップコーポレーションズという実績 No.1の転職支援会社の社員。
健治の転職をサポートするが彼を雇う会社はどこにも無かった。
アナウンサー - 恒吉梨絵（第7話）
健治の同僚 - 酒元信之（第7話）
新会社の営業マン。年上の健治を指導するが内心では鬱陶しく思っている。
店長 - ミスターちん（第7話）
携帯モバイルショップ桃太郎 大島店。
宇宙一安い携帯ショップ、健治の取引先お客様。
大学教授 - 品川徹（最終話）
珠緒が受験する九州医科大学の面接官のひとり。

### スタッフ
- 原作：林真理子「下流の宴」（毎日新聞社刊）
- 脚本：中園ミホ、吉澤智子
- 音楽：佐藤允彦
- 主題歌：高橋優「誰がために鐘は鳴る」
- 演出：勝田夏子、柳川強、西村武五郎
- 制作統括：中村高志
- 制作・著作：NHK

### サブタイトル
| 各回                                                       | 放送日        | サブタイトル   | 脚本     | 演出       | 視聴率 |
| ---------------------------------------------------------- | ------------- | -------------- | -------- | ---------- | ------ |
| 第1回                                                      | 2011年5月31日 | 息子のオンナ   | 中園ミホ | 勝田夏子   | 8.1%   |
| 第2回                                                      | 2011年6月07日 | 崖っぷちの母   | 中園ミホ | 勝田夏子   | 6.7%   |
| 第3回                                                      | 2011年6月14日 | 宣戦布告       | 中園ミホ | 柳川強     | 8.1%   |
| 第4回                                                      | 2011年6月21日 | カリスマの逆襲 | 中園ミホ | 柳川強     | 8.1%   |
| 第5回                                                      | 2011年6月28日 | 裏切られた母   | 中園ミホ | 勝田夏子   | 7.2%   |
| 第6回                                                      | 2011年7月05日 | 偽りの家族     | 吉澤智子 | 柳川強     | 7.9%   |
| 第7回                                                      | 2011年7月12日 | 逆転の予感     | 中園ミホ | 西村武五郎 | 6.2%   |
| 最終回                                                     | 2011年7月19日 | 果てなき戦い   | 中園ミホ | 勝田夏子   | 8.3%   |
| 平均視聴率 7.6% （視聴率は関東地区・ビデオリサーチ社調べ） |               |                |          |            |        |

- 最終回は『ニュースウオッチ9』放送拡大（台風6号関連によるもの）のため30分遅延（22:30 - 23:20）。